# Stabkirche Haltdalen

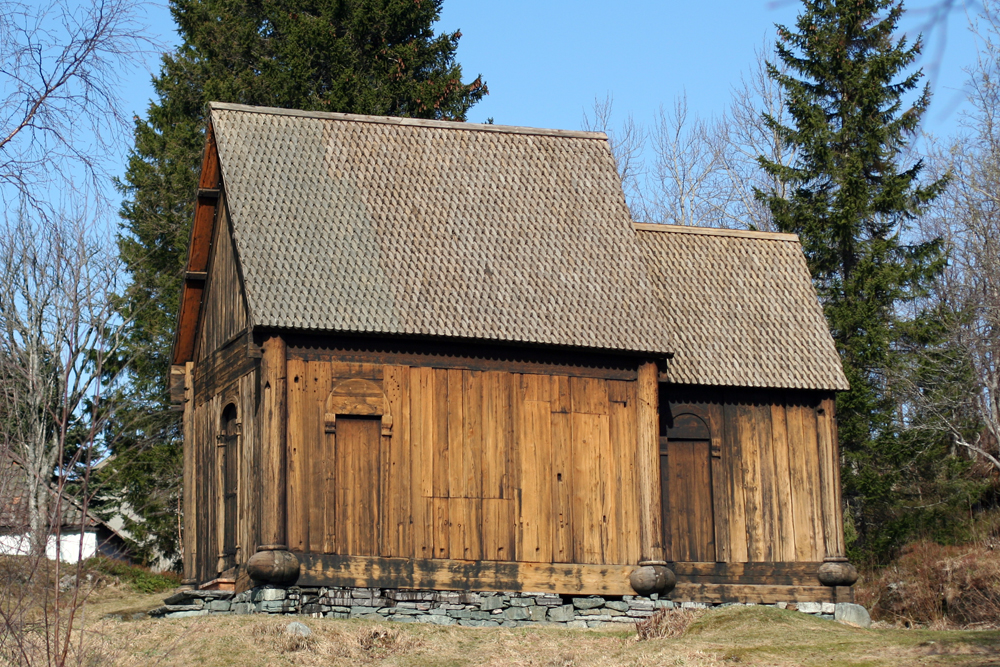
Die Stabkirche von Haltdalen (am heutigen Standort im Trøndelag Folkemuseum in Trondheim, 2007)

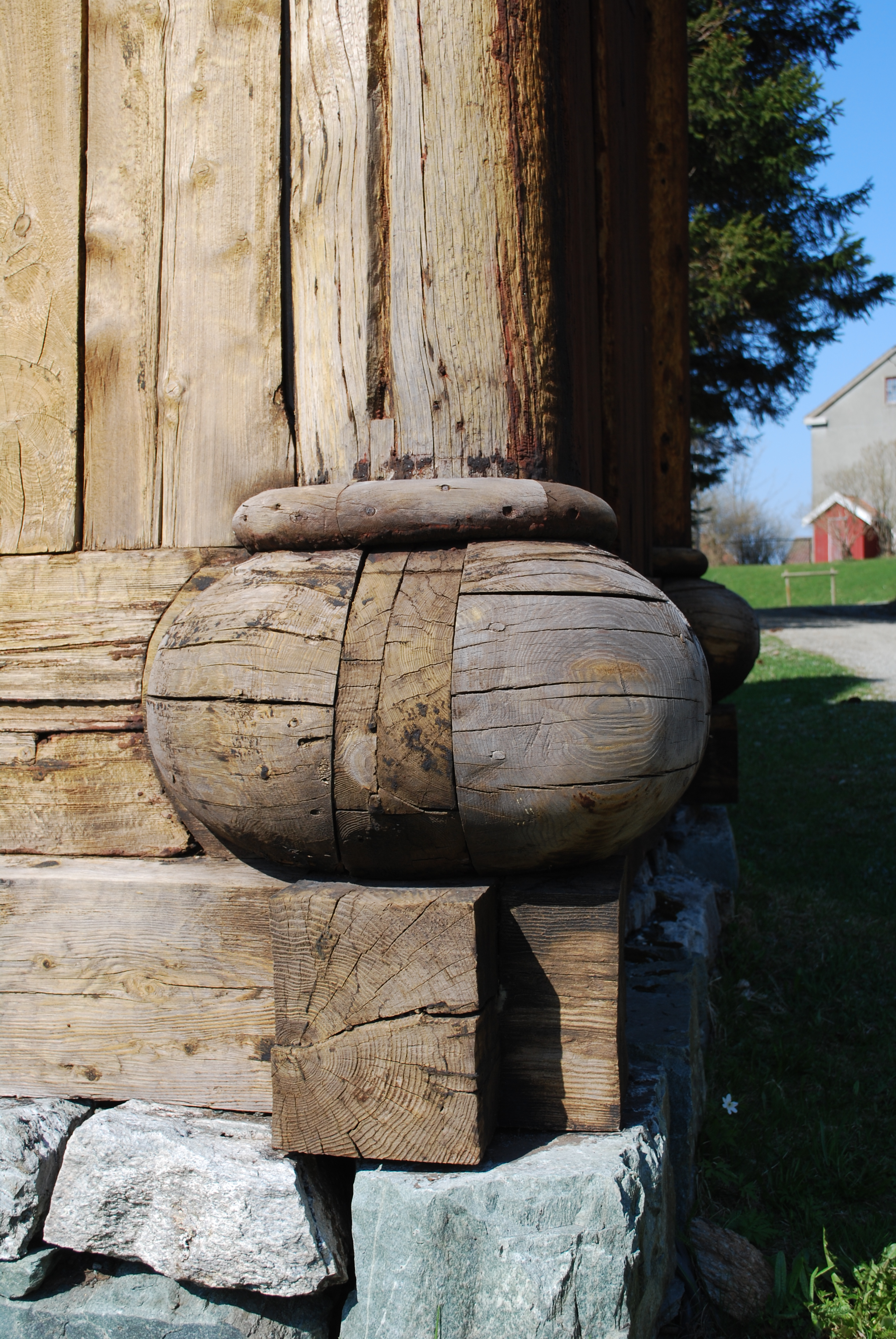
Die Eckpfeiler haben kugelförmige Basen

Die Stabkirche Haltdalen (oder Stabkirche Holtålen) gehört zu den ältesten ihrer Art in Norwegen; gleichzeitig ist sie die nördlichste authentische Stabkirche des Landes. Sie entstand um 1170 im Ort Haltdalen, der heute zur Kommune Holtålen in der Provinz Trøndelag gehört. Seit 1937 ist die Stabkirche Haltdalen Teil des Trøndelag Folkemuseum (Sverresborg) in Trondheim.

## Geschichte
Erstmals urkundlich erwähnt wurde die schlichte Kirche im Jahr 1345. Dendrochronologische Untersuchungen des Baumaterials haben jedoch ergeben, dass die ältesten Teile des Gotteshauses bereits aus der Zeit um 1170 stammen. Die ehemalige Gemeindekirche der damals noch selbständigen Kommune Haltdalen war im Laufe der Zeit mehrfach umfassenden Veränderungen ausgesetzt. Im Jahr 1704 wurde sie durch einen großen Anbau auf der westlichen Seite erheblich erweitert. Da die Kirche gegen Ende des 19. Jahrhunderts von Verfall bedroht war, wurde sie 1884 abgebaut, nach Trondheim gebracht, umfassend restauriert und im Stadtteil Kalvskinnet wieder aufgestellt. Im Zuge dieser Renovierung wurde sie mit der Westwand und dem Portal der Stabkirche von Ålen (ebenfalls Kommune Holtålen) ausgestattet, die Ende des 19. Jahrhunderts einem Abriss zum Opfer fiel.
Seit 1937 befindet sich die Stabkirche Haltdalen auf dem Gelände des Trøndelag Folkemuseum, eines Freilichtmuseums im Trondheimer Viertel Sverresborg. Sie wird heute fast ausschließlich als museale Kirche und kaum noch zu Gottesdiensten genutzt.

## Architektur und Einrichtung

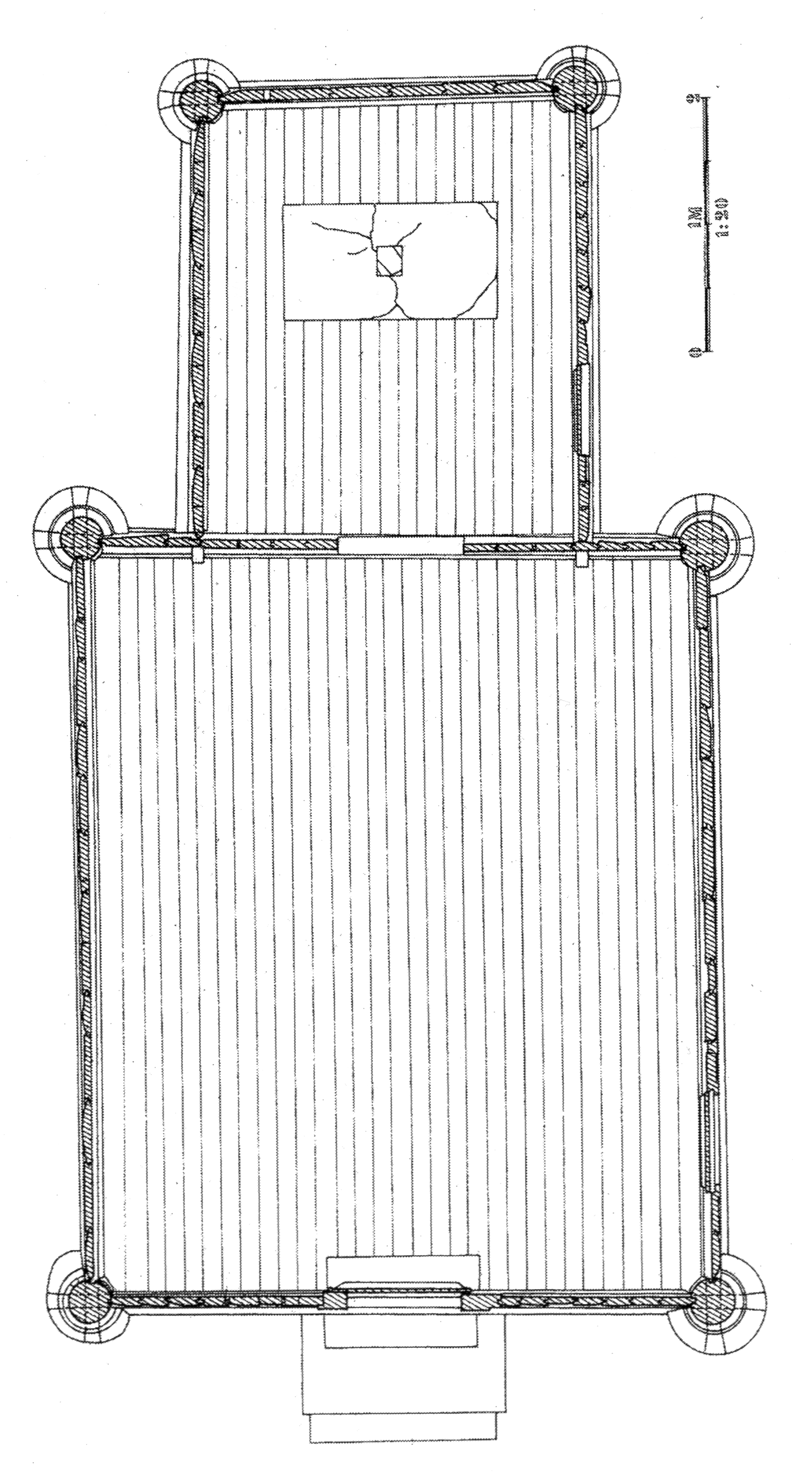
Grundriss

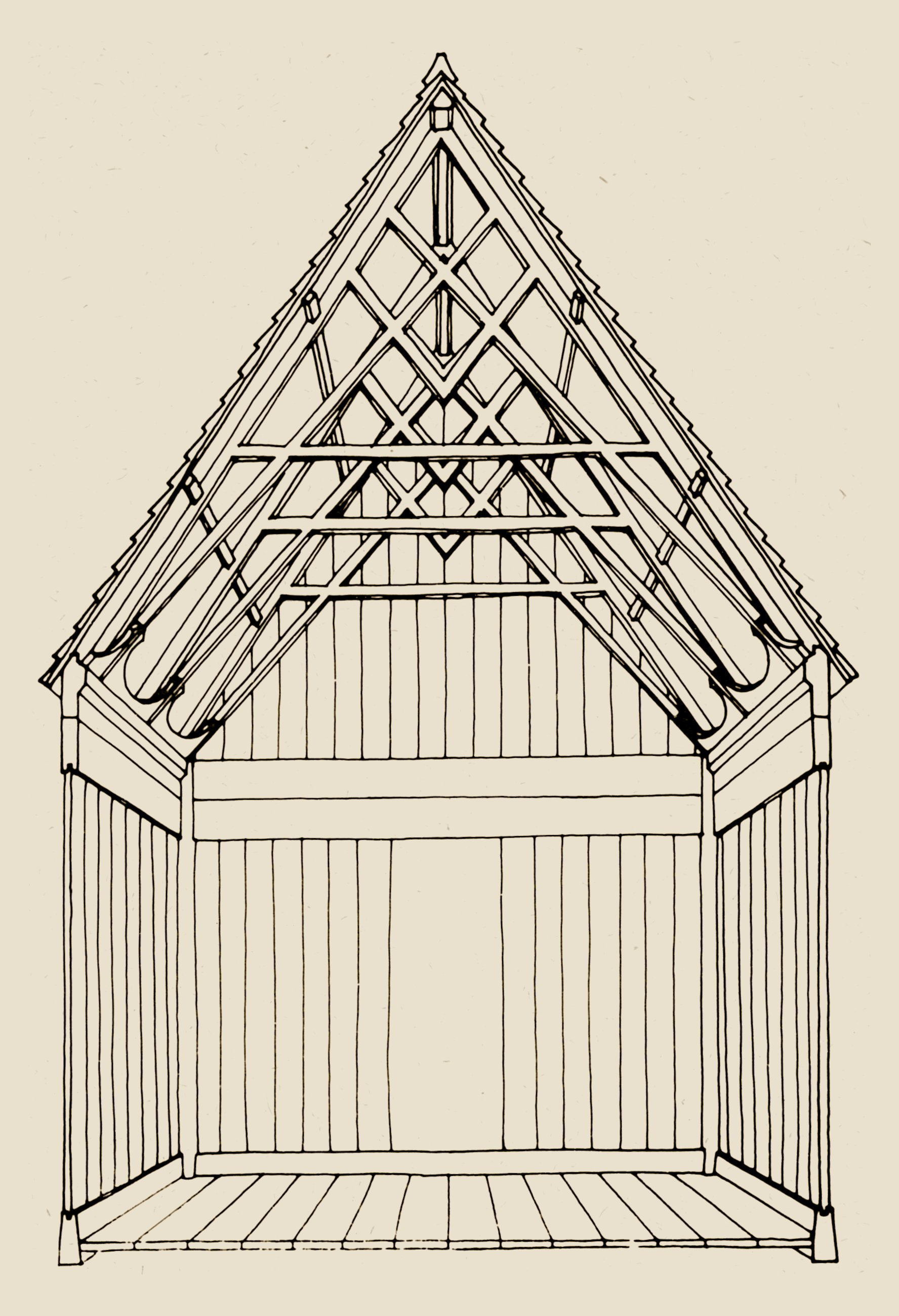
Stabkirche Haltdalen, Zeichnung des norwegischen Architekten Håkon Christie

Es handelt sich bei der Stabkirche Haltdalen um eine simple Langkirche ohne inneren Stäbe, mit rechteckigem Schiff (ca. 6 × 5 Meter) und einem etwas schmaleren, gerade abgeschlossenen Chor (ca. 3 × 3,5 Meter). An den tragenden Eckpfeilern ist heute noch erkennbar, dass die Kirche einst über einen Svalgang, eine Art Laubengang, verfügte, der aber nicht bewahrt ist. Die Eckpfeiler haben kugelförmige Basen, die aus mehreren querliegenden Hölzern gefertigt wurden.
Die Kirche hat ein Westportal, ein Südportal und ein gegen Süden gelegenes Chorportal.
Eine Apsis hat der Holzbau nie besessen. Ursprünglich hatten sich an den längeren Wänden zwei Fenster befunden, die aber geschlossen wurden. An der Ostwand des Gebäudes befinden sich schwache Spuren von gemaltem Dekor, das sich auf den Beginn des 17. Jahrhunderts zurückdatieren lässt.
Die Kirche verfügt über einen Altar, ein Taufbecken und eine Kanzel, die der Künstler Peter A. Lilje 1652 bemalte. Ein Weihrauchgefäß aus Bronze und ein Messbuch von 1519, jeweils aus der Kirche in Haltdalen, befinden sich heute im Wissenschaftsmuseum bei Trondheim.
Die schlichte Variante einer Stabkirche ohne Satteldächer, die nach dieser Kirche Haltdalen-Typus genannt wird, war im Mittelalter vermutlich sehr verbreitet. Heute existieren nur noch sechs Gotteshäuser dieser Bauweise in Norwegen.

## Replikate

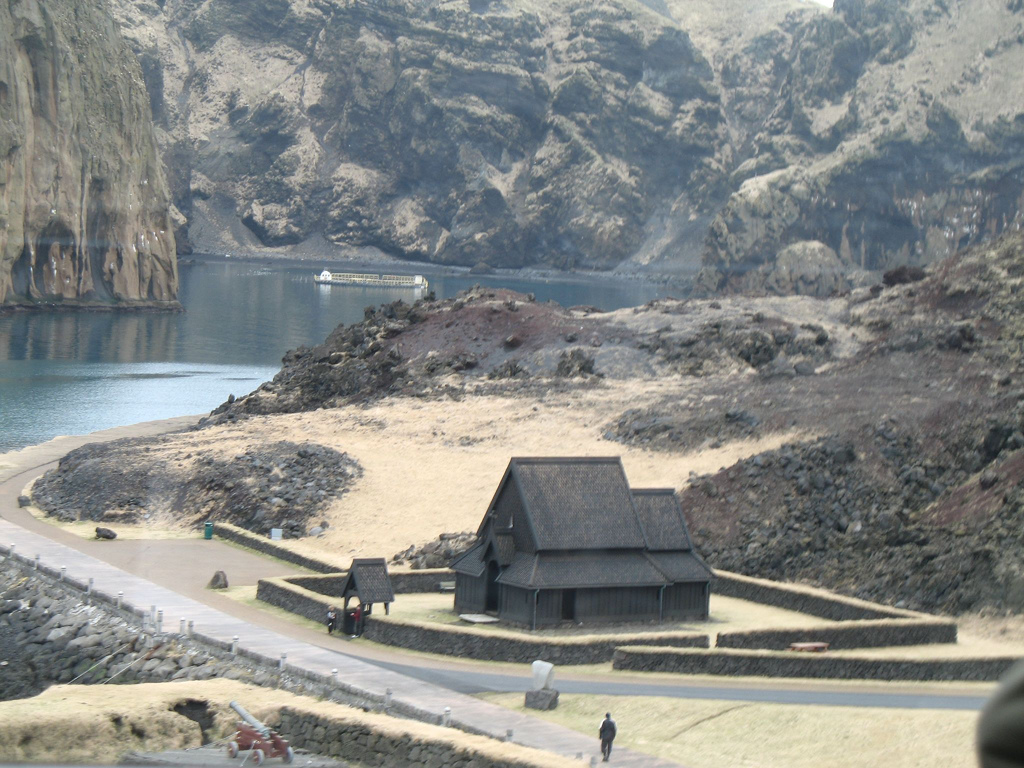
Stabkirche Heimaey

### Heimaey
Eine Replikat der Stabkirche stellte im Jahr 2000 das offizielle Geschenk Norwegens an Island aus Anlass des tausendjährigen Jubiläums der Einführung des Christentums auf der Atlantikinsel dar. Sie steht heute auf der Insel Heimaey. Siehe Stabkirche Heimaey.

### Haltdalen

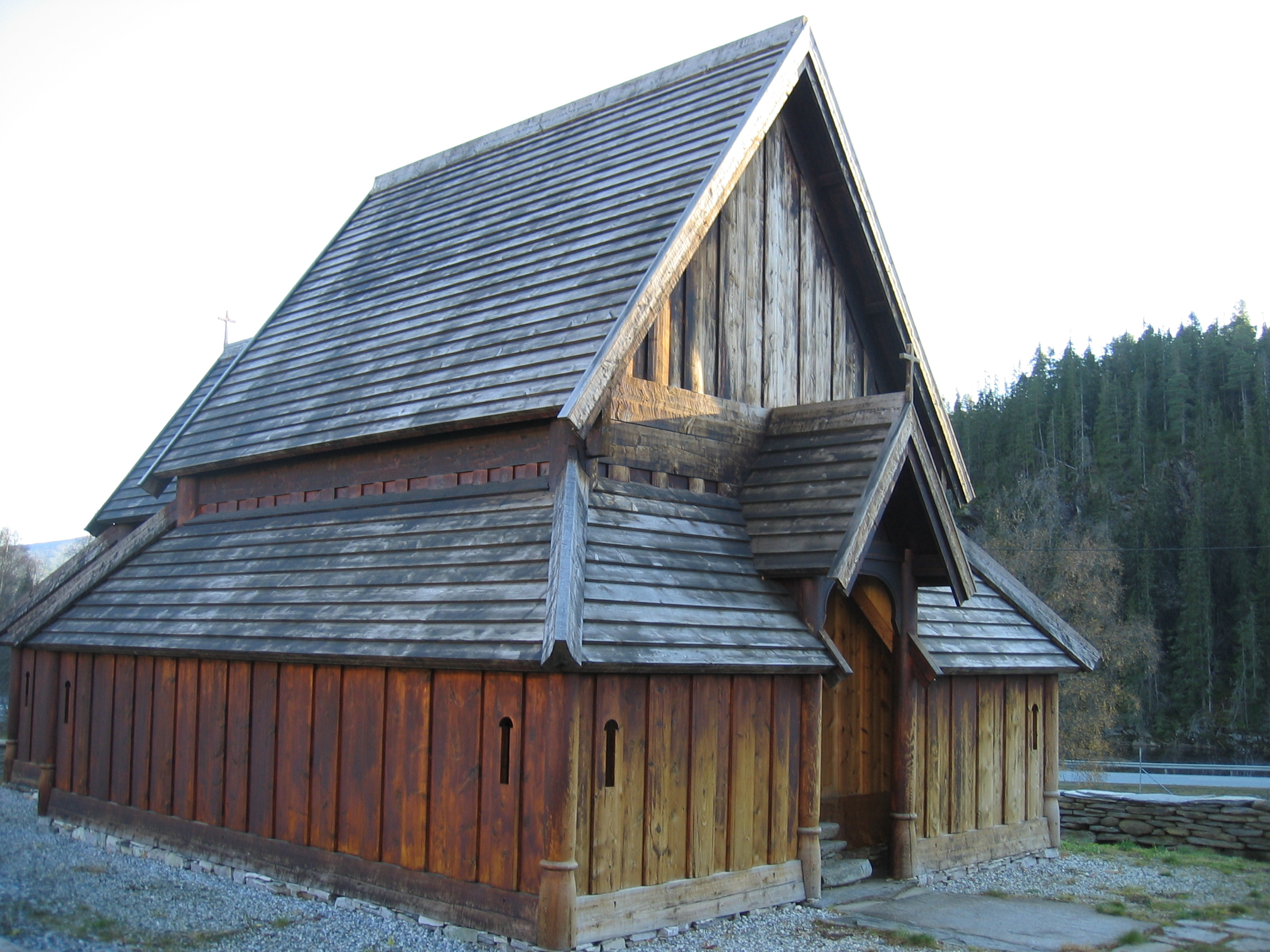
Replikat in Haltdalen aus dem Jahr 2004

In Haltdalen, dem ursprünglichen Standort der Kirche im Gauldalen, entstand ein weiteres Replikat, die 2004 vom Trondheimer Bischof Finn Wagle offiziell geweiht wurde. Für sie wurden 130 Kubikmeter bis zu 400 Jahre altes Fichtenholz verbaut. Sie soll unter anderem dem Tourismus der Region Impulse verleihen. Die Gründe sind somit ähnlich dem Replikat der versetzten Stabkirche Gol, das ebenfalls in seiner ursprünglichen Ortschaft in den 1990er Jahren gebaut wurde.

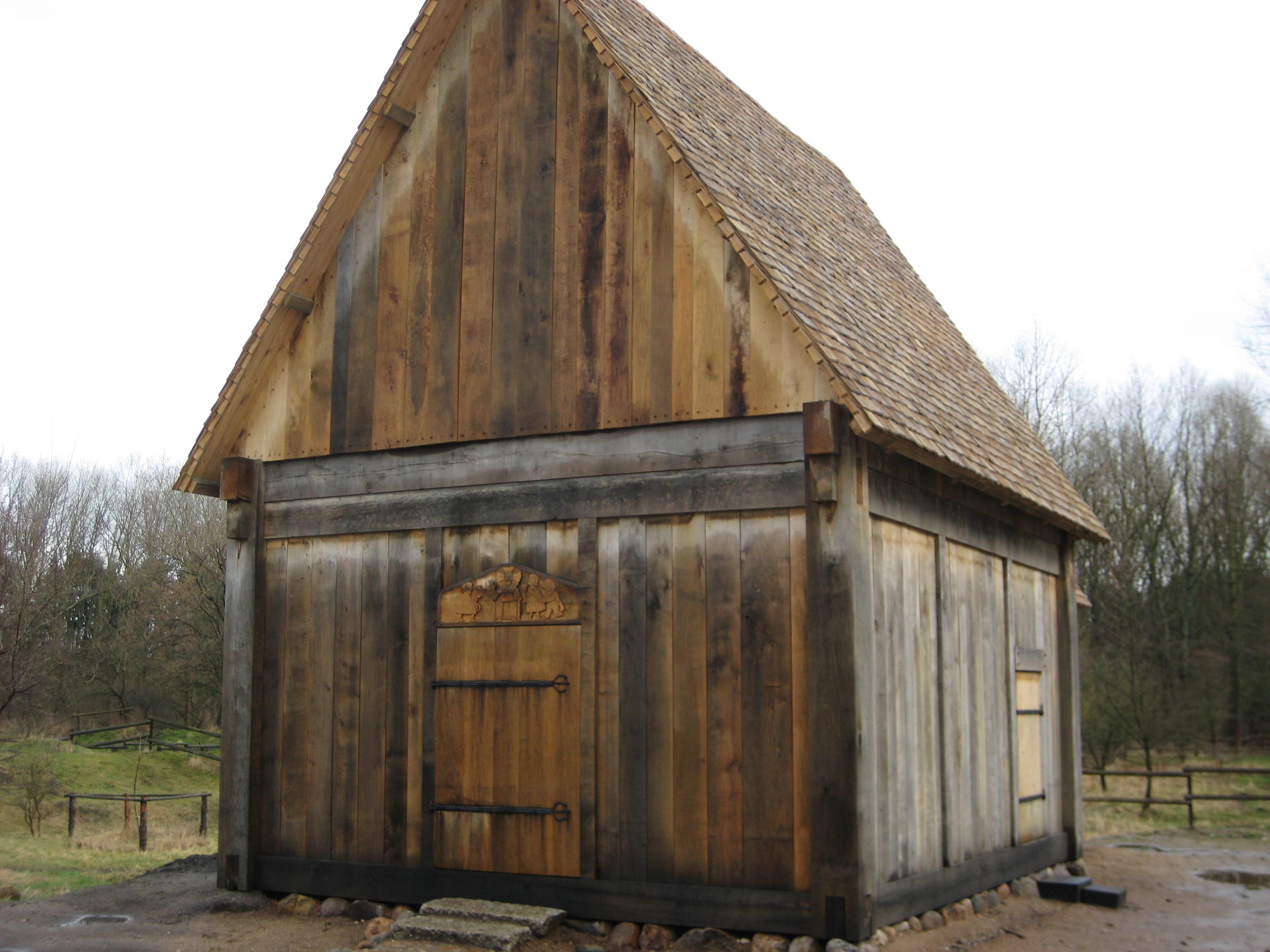
Kirche in Lübeck-Kücknitz

### Kücknitz
Die von Kindern 2007 errichtete evangelisch-lutherische Kirche „St. Nikolai“ in Lübeck-Kücknitz ist ebenfalls ein Nachbau dieser norwegischen Stabkirche. Im Gegensatz zur Kirche Hedalen hat diese aber viereckige und keine für Stabkirchen übliche runde Säulen. Das Westportal ist einiges breiter, und das ebenfalls breitere Südportal befindet sich näher beim Chor. Der Chor dagegen hat kein Portal.